# C'est la vie (festival)
C'est la vie is een jaarlijks straattheater- en muziekfestival in Emmen.
Het festival werd voor het eerst georganiseerd in 1995 en bestaat uit twee dagdelen. In de middag worden op verschillende locaties straattheatervoorstellingen gehouden, en 's avonds zijn er muzikale optredens op diverse podia. Het festival valt samen met de Emmer zomerkermis en vindt jaarlijks plaats op een zondag aan het einde van juli.
Het evenement ontstond nadat het wielerfestijn De Gouden Pijl in de jaren negentig werd geannuleerd. Peter IJpelaar, destijds eigenaar van café De Taveerne, initieerde het festival met steun van de lokale VVV en andere horecabedrijven. Het eerste festival in 1995 trok grote namen zoals Marco Borsato en Grant & Forsyth, en omvatte zeven podia, een kermis en een vlooienmarkt. Na een aantal jaar werd straattheater aan het programma toegevoegd, wat vanaf het begin een groot succes was.
De verantwoordelijkheid voor de muzikale programmering is verschoven van de stichting C'est la vie naar de Emmer horeca. Dit heeft geleid tot een gevarieerd avondprogramma, terwijl de stichting zich richt op het dagprogramma met straattheater.
In 2022 keerde het festival terug na een onderbreking van twee jaar vanwege de coronapandemie.

## Incident
Tijdens de editie van 2011 kwam tijdens een zitting aan het licht dat Joshua K. tijdens het festival een vuurwerkbom tot ontploffing wilde brengen op een open veld in de buurt. De bom ging echter voortijdig af in zijn woning, waardoor aanzienlijke schade ontstond in de wijk Rietlanden.